# Васил Пуйовски
Васил Пуйовски (на македонска литературна норма: Васил Пујовски) е писател от Северна Македония.

## Биография
Роден е в 1946 година в костурското село Дъмбени, Гърция. Завършва Философския факултет на Скопския университет и работи в Македонската телевизия. Член е на Дружеството на писателите на Македония от 1968 година.

## Творчество
- Светот на детскиот сон (поезия за деца, 1967)
- Пред божји суд (поезия, 1969)
- Кат Патон (поема за деца, 1972)
- Мижете да ве лажам (поезия за деца 1985)
- Ајде да се дружиме (телевизионен сериал за деца, 1985)
- Сркај-кркај (поезия за деца, 1988)
- Било-не било (приказка, 1989)
- Кралот Кускуле први (драма, 1992)
- Дајте музика (поезия за деца, 1994)
- Прва лига (поезия за деца, 1995)
- Ѕвездено дете (поетична антология, 1999)
- Ѕверка без мерка (поезия за деца, 2000)